# Joanne Morgan
Joanne Morgan (ur. 7 października 1983 w Wielkiej Brytanii) – brytyjska siatkarka grająca jako rozgrywająca. Obecnie występuje w drużynie TFM/DOK Dwingeloo.